# George Grey (2e baronnet)
Pour les articles homonymes, voir George Grey (homonymie) et Grey.
George Grey (11 mai 1799 - 9 septembre 1882) est un homme politique britannique whig. Il exerce ses fonctions auprès de quatre premiers ministres, Lord Melbourne, Lord John Russell, Lord Aberdeen et Lord Palmerston, et occupe notamment le poste de Secrétaire d'État à l'Intérieur à trois reprises. 

## Éducation
Il est le fils unique de George Grey (1er baronnet) (en), troisième fils de Charles Grey (1er comte Grey) et frère cadet du Premier ministre Charles Grey (2e comte Grey). Sa mère est Mary Whitbread, fille de Samuel Whitbread. Il fait ses études privées et à l'Oriel College, à Oxford. Dans l’intention de devenir prêtre, il choisit finalement le droit comme profession et est admis au barreau en 1826. Il rencontre le succès dans sa pratique juridique, mais se tourne rapidement vers la politique.

## Carrière politique, 1832–1853
Il est élu au Parlement en tant que whig pour Devonport en 1832 et fait rapidement sa marque à la Chambre des communes. Il n'occupe pas de poste dans le gouvernement whig de son oncle Lord Grey, mais lorsque Lord Melbourne devient Premier ministre en 1834, il est nommé sous-secrétaire d'État à la Guerre et aux Colonies. Le gouvernement tombe en décembre de la même année mais reprend le pouvoir en mai 1835, date à laquelle Gray reprend son poste de sous-secrétaire d'État à la Guerre et aux Colonies (succédant à William Ewart Gladstone). Il conserve ses fonctions jusqu'en 1839, date à laquelle il est nommé juge-avocat général. La même année, Gray est également admis au Conseil privé. Il est ensuite brièvement chancelier du duché de Lancastre en 1841, siégeant pour la première fois dans le cabinet. Toutefois, les Whigs sont battus aux élections générales de cette année. 
Les Whigs reviennent au pouvoir en juillet 1846, sous la direction de Lord John Russell, qui nomme Grey Secrétaire d'État à l'Intérieur, le premier de ses trois passages à ce poste. En 1846, Grey, "un ardent défenseur de l'Hydrothérapie "  réussit à faire adopter la loi sur les bains et lavoirs, qui favorise l'établissement volontaire de bains publics et de lavoirs en Angleterre et au pays de Galles. Une série de lois suivent, qui sont collectivement connues sous le nom de "Lois de 1846 à 1896 sur les lavoirs". C'est une étape importante dans l'amélioration des conditions sanitaires et de la santé publique à cette époque. Il décide de quitter son siège à Devonport, en partie à cause du scandale des bains, pour se présenter à Northumberland North lors de son élection partielle de 1847, près de son siège familial à Fallodon, dont il a récemment hérité de son oncle, Henry Grey. 
Le nouveau baronnet siège pendant toute la législature en soutien actif de John Russell jusqu'à l'effondrement du ministère après le scandale de la lettre de Durham et la controverse des titres ecclésiastiques. Les whigs traditionnels sont protestants, parmi lesquels Grey, mais l'autorisation d'installer une hiérarchie catholique change la nature de la politique des partis. Lors de son premier mandat au Home Office, Grey s’occupe notamment de secours aux victimes de la Grande Famine en Irlande et tente de maîtriser la rébellion irlandaise de 1848. La dernière année voit également l'apogée du mouvement chartiste, qui organise un rassemblement massif à Londres en avril. En 1847, Gray a quitté son ancienne circonscription à Devonport. Il reste ministre de l'Intérieur jusqu'aux élections générales de 1852, date à laquelle il perd son siège malgré sa popularité. 

## Carrière politique, 1853-1874
Grey reste hors du Parlement jusqu'en janvier 1853, date à laquelle il est élu pour Morpeth. Il refuse d'abord de se joindre au gouvernement de coalition de Lord Aberdeen, mais en juin 1854, il accepte le poste de secrétaire aux colonies. La coalition tombe en février 1855 et les Whigs reprennent leurs fonctions sous les ordres de Lord Palmerston. Grey est nommé à son ancien poste de Secrétaire d'État à l'Intérieur, qu'il conserve jusqu'à la démission du gouvernement en février 1858. L'administration conservatrice du comte de Derby, qui prend ses fonctions, ne dure que jusqu'en juin de l'année suivante, lorsque Palmerston redevient Premier ministre. Grey est alors nommé Chancelier du duché de Lancastre, mais en 1861, il devient ministre de l'Intérieur pour la troisième fois. Le gouvernement tombe en 1866 et Grey ne devait plus exercer de fonctions. Avant les élections générales de 1874, il est battu en tant que candidat libéral de Morpeth en faveur du chef des mineurs, Thomas Burt. Ceci marque la fin de la vie publique de Grey et il passe le reste de sa vie à la retraite dans son domaine de Fallodon dans le Northumberland. En 1873, Grey emmène son petit-fils, Edward, faire une tournée en Écosse. Le train dans lequel ils voyagent s'arrête à la petite halte du village de Kingussie dans les Highlands, où ils croisent sur le quai William Gladstone. 

## Famille
Grey épouse Anna Sophia Ryder, fille aînée de Henry Ryder, évêque de Lichfield, fils du comte de Harrowby. Ils ont un fils, George Henry Grey (1835–1874). Comme son fils unique est mort avant lui, son petit-fils, Edward, lui succède comme baronnet. Il devient également un homme politique libéral de premier plan et est ministre des Affaires étrangères de 1905 à 1916, année où il est élevé à la pairie en qualité de vicomte Grey de Fallodon.    